# 保世編梨
保世フィフィ編梨（ほせふぃふぃへんり、旧芸名:薔薇町ありあ、保世編梨、2011年2月1日 14歳 - ）は日本の女優、子役、インフルエンサー、モデル、声優、コスプレイヤー
自然渡海青少年歌劇団代表。千葉県出身。血液型はO型。タイと日本のハーフである。

## 来歴
千葉県に生まれる。幼少期からプロミュージシャン達の歌に参加したり、バレエを習ったり、演劇のワークショップに参加したりしていた。小学2年生にディズニーアニメや、カートゥーンネットワークや、アニマックスなどで声優の夢を持つ。小学3年生に知人の紹介でやった英語のワークショップでミュージカル女優の夢を持つ。小学六年生の春ポケカラでSNSの活動を始める（保世編梨id:2047961290）。一年後、中学になった途端Twitter（保世フィフィ編梨:＠josefifihenry21 ）、Instagram（保世フィフィ編梨:@josehenry2156）、Facebook（保世フィフィ編梨:@josehenry2156）、ちあぽす（保世フィフィ編梨）、Youtube（保世フィフィ編梨　夢見る子役:@josehenry21）、tiktok（保世フィフィ編梨:@josefifihenry21）、Treands（保世フィフィ編梨:@josehenry2156）、などのSNS活動やインフルエンサー活動を増やす。叶えられなかった6年間の声優の夢を2024年についに叶えた。2025年1月にはMiXmIxMiXの主演ヘンリー役と言う、待望の主演になりたいと言う夢を叶える。将来は吹き替えを通して人々の家に夢を伝えたい。

## 人物
幼い頃からディズニーやアニメが好きで、カントリーベアシアターが好きで、カントリーベアシアターの登場人物のヘンリーは、編梨の由来となっている。また、非常に努力家。芸能界の意気込みは人々に夢や希望感動などを与え、見る人だけでなく、共演者やプロデューサーなどたくさんの人に夢や希望、感動などを与えたい。とコメントしている。最近ではコスプレイベント（東京ディズニーハロウィンや、アコスタなど）に顔を出している

## 出演

### 舞台
2024
- 赤毛のアン　（6月21日 - 22日　東京国際フォーラム　アンサンブル役[1]（本名:早乙女磨唯名義））
- Love Me Doll （11月19日 -24日 シアターブラッツ カート役[2]）
- 真夏の夜の夢　てんとう虫の髭役（降板）

2025
- MiXmIxMiX

チームアンヤマニー:主演・ヘンリー・ペリドット"ヘンリー・アーティット"アート"・モンコン役"、ルイ役　チームジュエル:ヒロイン・ガーネット"ジャネット・アポロニア・サリヴァン"役、ペネロペ役（プレビュー公演（本公演延期））
- 野良猫物語　猫耳ゆな役
- （朗読劇）野良猫物語　猫耳ゆな役
- 銀河鉄道の夜に アンサンブル役（木役、学生役、ヒトラーの演説を聞いている民衆役、電車の乗客役、365日の紙飛行機を歌っている人役、etc…）[3]
- ヘンゼルとグレーテル アンサンブル役（クッキー役、ビスケット役、子供役）[4]
- ルーナホテル失踪事件　証言者役
- 銀河鉄道の夜に〜　友人役
- タール人形と兎　ブレアライリーラビット役
- 銀河鉄道の夜に〜
- サウンドオブミュージック
- ロビンフッド　マリアン役

### アニメ
2022
- イライザの冒険主演・イライザ役（カラオケアプリポケカラでの短期間配信）

2024
- 村の英雄茨城レンジャー　茨城イエロー役（薔薇町アリア名義）[5]

### モデル
2012
- スタジオアリスららぽーと三郷店:赤ちゃんモデル動物部門ハチ

2024
- WWSアンバサダーコンテスト
- モデルプレス ファッションショー出演権オーディション
- 東京レディースコレクションライブアンドランウェイVol.3[6]
- モデルプレス読者モデルオーディション2025:ミスBモデル
- 東京レディースコレクションランアンドランウェイVol.5[6]

### コスプレ
2022
- ディズニーハロウィン2022 パンチートコスプレ、うさぎどんコスプレ

2023
- ディズニーハロウィン2023 テディバラコスプレ、ジェラトーニコスプレ、シンドバッドコスプレ、ホセキャリオカコスプレ、ヘンリーコスプレ、

2024
- 東京スカイツリー×原神コラボレーションイベント　青空の大冒険〜雷霊に導かれて〜　ウェンティコスプレ
- 茨城県境市花火大会江戸川乱歩コスプレ
- イマーシブフォートハロウィン東京　エマウッズコスプレ、美智子コスプレ、マーサコスプレ
- ディズニーハロウィン2024 ヘンリーコスプレ、テディバラコスプレ、ヒロコスプレ、うさぎどんコスプレ、ヨロコビコスプレ、カナシミコスプレ、ムカムカコスプレ、イカリコスプレ、ビビリコスプレ、シンパイコスプレ、ハズカシコスプレ、ダリィコスプレ、イイナーコスプレ、ライリーコスプレ、ウェビーコスプレ、リナコスプレ、ヴァイオレットコスプレ、マイコスプレ…他
- 池袋ハロウィンacosta! 有馬かなコスプレ[7]

### ワークショップ
（英語劇マーブルズワークショップ）
2019
- アラジン　アラジン役、ジャスミン役（代役）、洞窟役

2020
- ターザン　幼少期ターザン役
- トイストーリー　ウッディ役

2024
- ニュージーズ　レス役

2025
- ライオンキング　幼少期シンバ役、幼少期ナラ役（代役）、ラフィキ役（代役）

### ナレーション
2024
- 極上のミッションはチートの味がする！ ナレーション役[9]

### 朗読劇
2024
- high School univers:麗地球矢役、王星海保役、水星ルカ役、火星星彦役、土音星役、太育陽奈役、隕石の取り巻き役
- ミツバ:ディヴィッド役、イネス役、カドルス役、モルデカイ役、ディミリー役、ジャスティン役
- シンドバッド（一人芝居）シンドバッド役、友人役、人魚役、クジラ役、サル役、王様役、鳥役、天文学者役、村人役
- パラダイスはここにある（一人芝居）祘治役、明役、淑子役、実役、マリリン役、父役、母役、薔薇役、先生役、島香役、太田役、ストーンマン役、有村役、長谷役、ゆー役、駿役、栗須役、めい役、ひかる役、機械音声役、神役、敵1役、敵2役、敵3役、敵4役、敵5役、敵6役、敵7役、敵8役、ボス役
- 少年の日の思い出（一人芝居）幼少期ハインリヒ役、ハインリヒ役、エーミール役、私役、母役
- 僕と私だけの話（一人芝居）明正役、美江役
- ティナの約束:ティナ役、メリー役
- リーマスおじさんの話:ジョニー少年役、ジニー少女役、兎役、青い鳥役、フクロウ役、男兎役、タカ2役
- 時は金成 秀俊役、修役
- フレンズ僕たちの友情は壊れない パンチョ役、ローラ役、レオ役
- 野良猫物語（一人芝居）たろ役、りか役、みけ役、ゆな役、ゆなの母役
- 6人で何ができる？（一人芝居）ジャック役、サリー役、エミリア役、ダリル役、シディ役、タフィ役、レニー役
- Darkness（一人芝居）ピエール役、パトリシア役、ダニー役、いじめっ子役、ピエールの母役、ダニーの母役、フェリシモ役

2025
- Abhilesoul（一人芝居）ウェンデル役、ジーニャ役、ハイマイリッヒ役、兵士1役、兵士2役
- アーネイって金髪（一人芝居）　アーネイ役、リリアーネ役
- ターゴリラの世界（一人芝居）　むらさき役、ちゃいろ役、みどり役、あか役、きいろ役、あお役、アイ役、ピンキー役、オランギー役、イエリー役、ペパーミントグリーン役、シュー役、ミニ役、おとこおとな役、おんなおとな役、おとここども役、おんなこども役
- オリビアとエイヴァ　オリビア役、ジャクソン役、パパ役、ベッキー役、ハリー役、バスター役
- イライザの冒険　アメリア役、アビー役
- 名探偵カナ　プリヤ役、カイ役、ぺぺ役、バーラ役、エリー・メイ役、リーナ役、客2役、ダリア役
- 雨が大好きアッセンブリー　電々マイアーネスト役、クォンチュラストリアータ役
- Wood Camp バーバラ役、スー役、ナディア役、サム役、シンドラー役、セイディ役、カジ役、キアラ役、ルアナ役、サミュエル役、アリサ役、グラニー役
- Family tree ザック役、ミシェル役、ハルカ役、ディア役
- 魔法使いの友人　シャーリー役
- 魔女狩り転生　チャー"チャーリー役"役
- 虐めザマァ　醜華枯廉役

### ニュース
- 【コスプレ】五等分の花嫁、推しの子、ドラクエIIIまで豪華キャラ勢揃い！「池袋ハロウィン2024」美麗レイヤーまとめ【写真35枚】（Yahoo!ニュース、インサイド、エキサイト、ラインニュース、gooニュース）有馬カナコスプレ

### CM
2025
- 保世フィフィ編梨/ダンスパフォーマンス 自然渡海青少年歌劇団宣伝CM ダンサー役
- 朗読劇宣伝CM

### 映画
2025
- また、あの春を思い出す。　エキストラ役
- レッツシングソング　クラスメイト役
- ミリオンキッズ物語　女の子役

### お祭り
2018
- 関宿城さくらまつり　姫

2019
- 関宿城さくらまつり　武者

### VTuber
2025
- 春宮マリア明　3/5〜始動開始

### 歌手活動
2013〜2019
- プロミュージシャンらと温泉Live

2024
- リトルマーメイド同人MV パートオブユアワールドカバー
- Buddy bearのライブにて Despacitoカバー
- タオ島にてリメンバーミーとmy heart will go onライブ
- タオ島のビーチにて路上ライブ
- タオ島のママオーチャイにてライブ

### TV
2017
- うたの王様　応援

2019
- あんたの夢を叶えたろか

### 制作発表
2024
- 国連クラシックライブ協会赤毛のアン制作発表

2025
- 国連クラシックライブ協会銀河鉄道の夜制作発表
- 国連クラシックライブ協会ヘンゼルとグレーテル制作発表
- 国連クラシックライブ協会銀河鉄道の夜制作発表